# Jacques Renavand
Pour les articles homonymes, voir Renavand.
Jacques Renavand, né le 12 novembre 1939 à Couhé, est un joueur de tennis français.

## Biographie
Jacques Renavand intègre l'équipe de France de Coupe Davis en 1961 après s'être distingué au cours d'un match de double à Roland-Garros. Aux côtés de Pierre Darmon et Gérard Pilet, il remporte notamment deux matchs face à la Pologne en quart de finale de la zone européenne ainsi qu'un simple contre l'Italien Giuseppe Merlo en demi-finale. Il est aussi aligné en double l'année suivante dans la rencontre perdue face à l'Afrique du Sud. Il compte en outre une victoire dans un tournoi international acquise au Touquet en 1961 contre Tony Palafox.
Il a participé à dix tournois du Grand Chelem entre 1958 et 1964. Il a atteint le 3e tour à Wimbledon et au Championnat des États-Unis en 1962 ainsi que les huitièmes de finale à Roland-Garros en 1963. Vainqueur de ses trois premiers matchs en cinq sets dont un sur l'Allemand Wilhelm Bungert au second tour (6-4, 6-2, 5-7, 6-8, 6-4), il est finalement battu par l'Australien Ken Fletcher (6-3, 6-1, 6-8, 4-6, 6-4).
Après avoir mis fin à sa carrière sportive à l'âge de 24 ans, il devient le bras droit de Jean Castel en en tant que directeur de la célèbre boîte de nuit parisienne Chez Castel de 1967 à 1981, ce qui fit de lui une grande figure parisienne de la Jet Set de la fin des années 1960 à début 1980.
Il se marie le 3 juin 1981 avec Isabelle Gaillard d'Aimé, fille de Félix Gaillard d'Aimé, ancien Ministre des Finances et Président du Conseil entre 1957 et 1958. Les témoins du mariage furent Jean Castel, la Princesse Laurence Poniatowski, l'avocat mondain Hubert Michard-Pellissier et le joueur de tennis Pierre Barthès. Ils ont eu trois enfants : Nicolas né en 1982 (joueur de tennis professionnel entre 2002 et 2013, classé 225e en simple et 118e en double), Émilie née le en 1984 et Olivier né en 1986 (joueur professionnel entre 2004 et 2005). Il est aussi l'oncle d'Alice Renavand, danseuse étoile du ballet de l'Opéra de Paris.
Après sa carrière, il sera directeur sportif du Racing Club de France de 1989 à 2005, président de la section tennis en 2006 mais aussi vice-président de l'International Tennis Club de France.